# Robert Bakker
Robert Thomas Bakker (Contea di Bergen, 24 marzo 1945) è un paleontologo statunitense.

## Biografia
Robert Bakker è nato a Bergen County, nel New Jersey. Egli attribuisce il suo interesse per i dinosauri alla sua lettura di un articolo del 7 settembre del 1953, della rivista Life. Si è laureato alla Ridgewood High School nel 1963.
Alla Yale University, Bakker ha studiato sotto la guida di John Ostrom, uno dei primi sostenitori della nuova visione di dinosauri come creature attive, intelligenti e a sangue caldo e ha poi ottenuto un dottorato ad Harvard. Ha iniziato insegnando anatomia presso la Johns Hopkins University di Baltimora nel Maryland e Scienze della Terra e dello spazio, in cui il futuro artista Gregory S. Paul ha lavorato e collaborato informalmente sotto la sua guida. La maggior parte del suo lavoro sul campo è stato svolto in Wyoming, soprattutto a Como Bluff, ma ha viaggiato fino alla Mongolia e al Sud Africa in cerca di habitat di dinosauri. Ha anche contribuito come assistente presso l'Università del Colorado.

## Ipotesi sui dinosauri a "sangue caldo"
Nel suo libro del 1986 The Dinosaur Heresies (Le eresie del Dinosauro), Bakker sostiene l'ipotesi che i dinosauri fossero animali a sangue caldo. A favore di questa ipotesi, espone le seguenti prove:
- Quasi tutti gli animali bipedi oggi sono animali a sangue caldo, e molti dinosauri camminavano appunto in posizione verticale.
- Gli animali a sangue caldo tendono a sopprimere il potenziale evolutivo di quelli a sangue freddo terricoli (come ad esempio nel caso del varano di komodo, l'unica grande lucertola carnivora odierna, che è riuscita ad arrivare a tale grandezza solo grazie all'assenza di mammiferi concorrenti nel suo habitat isolato). Siccome i proto-mammiferi erano contemporanei dei dinosauri, se gli ultimi fossero stati a sangue freddo, non avrebbero potuto evolversi in così tanti generi e conquistare la terra. Successe infatti l'esatto opposto: i dinosauri soppressero l'evoluzione dei mammiferi. Prima dell'estinzione di massa del Cretaceo-Paleocene, i mammiferi non riuscirono ad attenere dimensioni superiori a quelli d'un gatto domestico odierno.
- I cuori degli animali a sangue caldo possono pompare molto più efficacemente il sangue al resto del corpo rispetto al cuore di animali a sangue freddo. Pertanto, per grandi dinosauri come il Brachiosaurus sarebbe stato più efficiente avere il tipo di cuore associato ad animali a sangue caldo, in modo da pompare il sangue lungo tutta la strada per arrivare alla testa.
- Dinosauri come il Deinonychus conducevano una vita molto attiva, che è molto più compatibile con un animale a sangue caldo.
- Alcuni dinosauri vivevano a latitudini settentrionali, dove sarebbe stato più difficile per animali a sangue freddo mantenersi al caldo solo con la temperatura ambientale.
- Il rapido tasso di speciazione ed evoluzione che si trovano nei dinosauri è tipico di animali a sangue caldo e atipico di animali a sangue freddo.
- Il rapporto predatore/preda tra i dinosauri predatori e le loro prede è una caratteristica ufficiale dei predatori a sangue caldo piuttosto che di quelli a sangue freddo.
- Gli uccelli sono animali a sangue caldo. Gli uccelli si sono evoluti dai dinosauri, quindi una modifica per un metabolismo a sangue caldo deve aver avuto luogo a un certo punto; c'è molta più distanza tra i dinosauri e i loro antenati, gli arcosauri, che tra i dinosauri e gli uccelli.
- Il metabolismo a sangue caldo è un vantaggio evolutivo di predatori e grandi erbivori; se i dinosauri non erano a sangue caldo, allora non ci dovrebbero essere prove fossili che mostrano l'evoluzione dei mammiferi per riempire queste nicchie ecologiche. Non esiste tale prova; infatti i mammiferi alla fine del Cretaceo erano diventati sempre più piccoli dei loro antenati a metà tra i rettili e i mammiferi.
- I dinosauri crescevano rapidamente, e le prove di tale crescita si possono trovare osservando sezioni delle loro ossa. Gli animali a sangue caldo crescono a un ritmo simile.
- Bakker sostiene anche che le piante da fiore (gli angiospermi) si siano evolute proprio a causa delle loro interazioni con i dinosauri.

| Bakker è l'abbreviazione standard utilizzata per le specie animali descritte da Robert Bakker. Categoria:Taxa classificati da Robert Bakker |